# 48+1
"48+1"은 1995년에 개봉한 대한민국의 영화이다.

## 캐스팅
- 김명곤 : 정수 역
- 박상민 : 강토 역
- 전무송 : 홍석 역
- 김성찬 : 마이클 역
- 진주희 : 재향 역
- 홍성민 : 황구순 역
- 박동룡 : 살모사 역
- 이철민 : 두식 역
- 남수정 : 홍 여사 역
- 김인문 : 박 노인 역
- 진봉진 : 우 회장 역
- 장인한 : 박 선장 역
- 국정환 : 덕배 역
- 이숙 : 광순 역
- 이해룡 : 오 사장 역
- 정직한 : 민 회장 역
- 주호성 : 뚱보 역
- 임대일 : 강토부하 역
- 홍석연 : 맨션관리자 역
- 홍윤정 : 폭주족 모 역
- 박용팔 : 전주노름꾼 역
- 이기영 : 창고-빌라 역
- 길달호 : 도박장관리자 역
- 안진수 : 도박장관리자 역
- 박세진 : 도박장관리자 역
- 나갑성 : 형사 역
- 전유성 (찬조출연)
- 김주영 : 포커 박 역 (특별출연)